# Микросомальное окисление
Микросомальное окисление — совокупность реакций первой фазы биотрансформации ксенобиотиков и эндогенных соединений, катализирующихся ферментными системами мембран эндоплазматического ретикулума гепатоцитов при участии цитохрома Р450. При дифференциальном центрифугировании эндоплазматический ретикулум оказывается в микросомальной фракции, поэтому эти реакции получили название микросомальных, а соответствующие ферменты — микросомальных оксигеназ.
Суть реакций заключается в гидроксилировании вещества типа R-H с использованием одного атома молекулы кислорода О2, второй атом соединяется с протонами водорода H+ с образованием воды. Донором протонов является восстановленный NADPH + H+. Таким образом, меняется структура исходного вещества, а значит и его свойства, причём они могут как угнетаться, так и наоборот, усиливаться.
Гидроксилирование позволяет перейти процессу обезвреживания ко второй фазе — реакциям конъюгации, в ходе которых к созданной функциональной группе будут присоединяться другие молекулы эндогенного происхождения.
Уравнение реакции:
RH + O2 + NADPH + H+ → ROH + H2O + NADP+
При гидроксилировании некоторых ПАУ образуются промежуточные эпоксиды (например, эпоксибензантрацен), которые могут легко вызывать процессы канцерогенеза, апоптоза сильнейшим повреждениям гепатоцитов, и последующим некрозом, благодаря своим высоким реакционным, токсическим и канцерогенным способностям.